# Les Voix du silence
Les Voix du silence est un essai d'André Malraux publié aux éditions Gallimard en 1951. Réflexion sur l'art, il réunit et recompose différents textes parus de 1947 à 1949 chez Skira, sous le titre Psychologie de l'art.
Divers essais composent cet ouvrage notamment : Le Musée imaginaire, La Création artistique et La Monnaie de l'Absolu, s'ajoutent également plus de deux cents pages inédites (accompagnées de cent soixante planches nouvelles), qui apportent la conclusion d'une œuvre unique en son genre, poursuivie depuis 1935 par l'écrivain. L'exécution des gravures a nécessité plus d'un an de travail et a été l'objet de soins tout particuliers.

## Résumé
La reproduction des chefs-d’œuvre par la photographie nous apporte, pour la première fois, l’héritage de toute l’histoire. Mais cet héritage est le résultat d'une immense métamorphose : car c'est à la lumière de notre temps que nous donnons un sens aux œuvres du passé. L'art moderne, qui est né avec l'Olympia de Manet (pour la première fois, la peinture n'a d'autre sujet qu'elle même), dialogue avec les arts sacrés ou avec les arts de la fiction. Les formes, les styles, naissent en s'opposant aux formes, aux styles antérieurs. Ils ne sont jamais véritablement au service du réel, de la vie, de la nature, mais ils expriment une vision nouvelle du monde. J'appelle artiste celui qui crée les formes. Le grand artiste conquiert sa liberté en refusant les formes antérieures. Il crée un monde qui rivalise avec le monde réel. A une époque privée de la foi en un absolu, l’art prend figure d'absolu par lui même. L'art moderne, qui refuse les formes trop réalistes, soumises à l’apparence, rejoint les arts sacrés. L'art est liberté, il est anti-destin.

## Citation
« L’humanisme, ce n’est pas dire : « Ce que j’ai fait, aucun animal ne l’aurait fait », c’est dire : « Nous avons refusé ce que voulait en nous la bête, et nous voulons retrouver l’homme partout où nous avons trouvé ce qui l’écrase. » »